# Паоло Пулічі
Паоло Пулічі (італ. Paolo Pulici; нар. 27 квітня 1950, Рончелло) — колишній італійський футболіст, нападник. По завершенні ігрової кар'єри — футбольний тренер.
Як гравець насамперед відомий виступами за клуб «Торіно», а також національну збірну Італії.
Чемпіон Італії. Володар Кубка Італії. 

## Клубна кар'єра
У дорослому футболі дебютував 1966 року виступами за команду клубу «Леньяно», в якій провів один сезон, взявши участь лише в одному матчі чемпіонату. 
Своєю грою за цю команду привернув увагу представників тренерського штабу клубу «Торіно», до складу якого приєднався 1967 року. Відіграв за туринську команду наступні п'ятнадцять сезонів своєї ігрової кар'єри. Більшість часу, проведеного у складі «Торіно», був основним гравцем атакувальної ланки команди. У складі «Торіно» був одним з головних бомбардирів команди, маючи середню результативність на рівні 0,4 голу за гру першості. За цей час виборов титул чемпіона Італії, ставав володарем Кубка Італії. Протягом виступів у «Торіно» тричі ставав найкращим бомбардиром Серії A.
Протягом 1982—1983 років захищав кольори команди клубу «Удінезе».
Завершив професійну ігрову кар'єру у клубі «Фіорентина», за команду якого виступав протягом 1983—1985 років.

## Виступи за збірні
Протягом 1969–1972 років залучався до складу молодіжної збірної Італії. На молодіжному рівні зіграв у 7 офіційних матчах, забив 4 голи.
1973 року уперше вийшов на поле в офіційних матчах у складі національної збірної Італії. Протягом кар'єри у національній команді, яка тривала 6 років, провів у формі головної команди країни 19 матчів, забивши 5 голів. У складі збірної був учасником чемпіонату світу 1974 року у ФРН, чемпіонату світу 1978 року в Аргентині.

## Кар'єра тренера
Розпочав тренерську кар'єру невдовзі по завершенні кар'єри гравця, 1986 року, увійшовши до тренерського штабу клубу «П'яченца».
Наразі останнім місцем тренерської роботи був клуб «Тритьюм», в структурі якого Паоло Пулічі працював з юнаками.
| Дата       | Місто                    | Господарі | Результат | Гості      | Турнір                 | Голи | Примітки         |
| ---------- | ------------------------ | --------- | --------- | ---------- | ---------------------- | ---- | ---------------- |
| 31/03/1973 | Генуя                    | Італія    | 5 – 0     | Люксембург | Відбір до ЧС 1974      | -    | вийшов на 44'    |
| 09/06/1973 | Рим                      | Італія    | 2 – 0     | Бразилія   | товариський матч       | -    |                  |
| 14/06/1973 | Турин                    | Італія    | 2 – 0     | Англія     | товариський матч       | -    | замінений на 71' |
| 19/04/1975 | Рим                      | Італія    | 0 – 0     | Польща     | Відбір до ЧЄ 1976      | -    |                  |
| 26/10/1975 | Варшава                  | Польща    | 0 – 0     | Італія     | Відбір до ЧЄ 1976      | -    |                  |
| 22/11/1975 | Рим                      | Італія    | 1 – 0     | Нідерланди | Відбір до ЧЄ 1976      | -    |                  |
| 30/12/1975 | Флоренція                | Італія    | 3 – 2     | Греція     | товариський матч       | 2    |                  |
| 07/04/1976 | Турин                    | Італія    | 3 – 1     | Португалія | товариський матч       | 1    |                  |
| 23/05/1976 | Вашингтон                | США       | 0 – 4     | Італія     | Турнір 200-річчя (США) | 1    | замінений на 62' |
| 28/05/1976 | Нью-Йорк                 | Англія    | 3 – 2     | Італія     | Турнір 200-річчя (США) | -    |                  |
| 31/05/1976 | Нью-Гейвен (Коннектикут) | Бразилія  | 4 – 1     | Італія     | Турнір 200-річчя (США) | -    | замінений на 45' |
| 05/06/1976 | Мілан                    | Італія    | 4 – 2     | Румунія    | товариський матч       | -    | замінений на 45' |
| 22/09/1976 | Копенгаген               | Данія     | 0 – 1     | Італія     | товариський матч       | 1    |                  |
| 26/01/1977 | Рим                      | Італія    | 2 – 1     | Бельгія    | товариський матч       | -    | замінений на 58' |
| 08/10/1977 | Західний Берлін          | ФРН       | 2 – 1     | Італія     | товариський матч       | -    | вийшов на 67'    |
| 21/12/1977 | Льєж                     | Бельгія   | 0 – 1     | Італія     | товариський матч       | -    |                  |
| 25/01/1978 | Мадрид                   | Іспанія   | 2 – 1     | Італія     | товариський матч       | -    |                  |
| 08/02/1978 | Неаполь                  | Італія    | 2 – 2     | Франція    | товариський матч       | -    | вийшов на 53'    |
| 23/09/1978 | Флоренція                | Італія    | 1 – 0     | Туреччина  | товариський матч       | -    |                  |
| Усього     |                          | Матчів    | 19        |            | Голів                  | 5    |                  |

## Титули і досягнення

### Командні
- Чемпіон Італії (1):

«Торіно»: 1975/76
- Володар Кубка Італії (1):

«Торіно»: 1970/71

### Особисті
- Найкращий бомбардир Серії A (3):

1972–73, 1974–75, 1975–76